# Mihai Voduț
Mihai Voduț (Bucarest, 28 luglio 1994) è un ex calciatore rumeno, di ruolo attaccante.

## Caratteristiche tecniche
È un centravanti.